# Datel Woody
Datel Woody je kreslená filmová postavička. První epizoda tohoto filmového seriálu The New Woody Woodpecker Show byla natočena v roce 1940. Show nesla název Knock Knock. Poslední natočenou epizodou klasické série se v roce 1972 stala díl Bye, Bye, Blackboard.
Později, v roce 1999, bylo rozhodnuto, že budou natočeny další příběhy tohoto oblíbeného ptačího hrdiny. V letech 1999-2003 byly natočeny 3 sezóny, celkem 53 epizod.

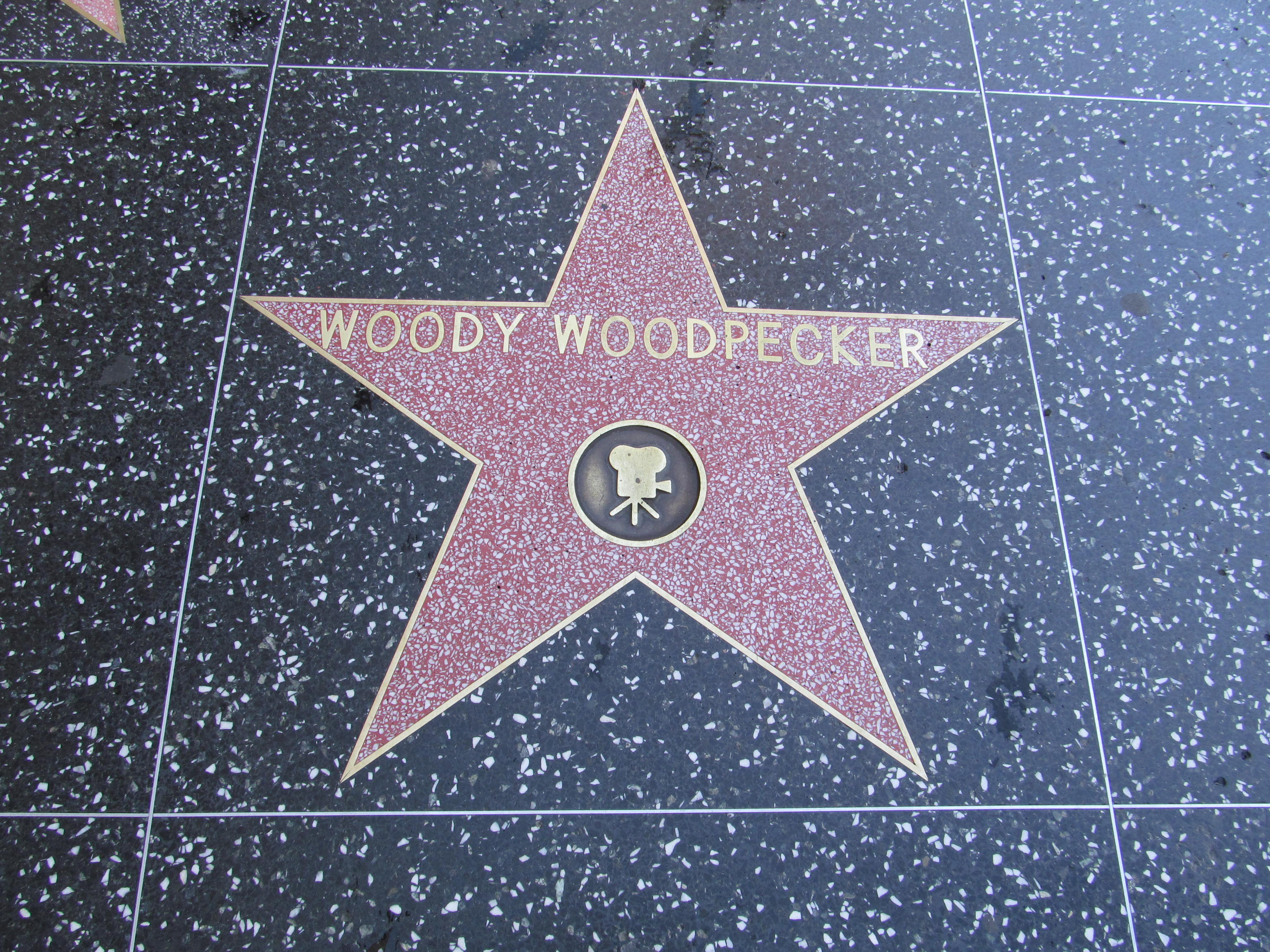
Woodyho hvězda na chodníku slávy

Jeho postava má svoji hvězdu na chodníku slávy v Hollywoodu.